# 막심 뒤 캉
막심 뒤 캉(Maxime Du Camp)은 1822년 2월 8일 파리에서 태어나 1894년 2월 8일 바덴바덴에서 사망한 여러 방면의 글을 저술한 프랑스의 작가이자 사진가로, 아카데미 프랑세즈의 회원이었다.
오늘날 그는 자신의 친구들이기도 한 귀스타브 플로베르, 샤를 보들레르. 테오필 고티에같은 19세기 프랑스 문학의 거성들의 그늘에 가려있다.
1851년 그는 훗날 <보바리 부인>이 실리게 되는 정기 간행물 <라 르뷔 드 파리>를 창간한 5명의 설립인 중 한 명이 되며, <라 르뷔 데 되 몽드>에서도 자주 글을 기고한다.